# Cinclosoma
Cinclosoma – rodzaj ptaków z rodziny pieszaków (Cinclosomatidae).

## Zasięg występowania
Rodzaj obejmuje gatunki występujące w Australii (wraz z Tasmanią) i na Nowej Gwinei.

## Morfologia
Długość ciała 19–30 cm; masa ciała 55–119 g.

## Systematyka
Rodzaj zdefiniowali w 1827 roku irlandzki zoolog Nicholas Aylward Vigors i amerykański przyrodnik Thomas Horsfield w artykule poświęconym systematyce ptaków opublikowanym na łamach Transactions of the Linnean Society of London. Jako gatunek typowy Vigors i Horsfield wyznaczyli (oznaczenie monotypowe) pieszaka plamistego (C. punctatum).

### Etymologia
- Cinclosoma: łac. cinclus ‘drozd’, od gr. κιγκλος kinklos ‘niezidentyfikowany machający ogonem, przybrzeżny ptak’; σωμα sōma, σωματος sōmatos ‘ciało’[8].
- Ajax: epitet gatunkowy Eupetes ajax Temminck, 1835; w mitologii greckiej Ajaks był herosem z wojny trojańskiej[9]. Gatunek typowy (oznaczenie monotypowe): Eupetes ajax Temminck, 1835.
- Samuela: kpt. Samuel Albert White (1870–1954) z armii australijskiej, podróżnik, ornitolog[10]. Gatunek typowy (oryginalne oznaczenie): Cinclosoma cinnamomeum Gould, 1846.
- Malleeavis: nazwa mallee Aborygenów australijskich dla rodzaju zarośli eukaliptusowych; łac. avis ‘ptak’[11]. Gatunek typowy (oryginalne oznaczenie): Cinclosoma castanotus Gould, 1840.

### Podział systematyczny
Do rodzaju należą następujące gatunki:
- Cinclosoma ajax (Temminck, 1836) – pieszak barwny
- Cinclosoma punctatum (Shaw, 1794) – pieszak plamisty
- Cinclosoma clarum A.M. Morgan, 1926 – pieszak miedziany
- Cinclosoma castanotum Gould, 1840 – pieszak kasztanowaty
- Cinclosoma castaneothorax Gould, 1849 – pieszak rdzawopierśny
- Cinclosoma marginatum Sharpe, 1883 – pieszak przepasany
- Cinclosoma cinnamomeum Gould, 1846 – pieszak cynamonowy
- Cinclosoma alisteri Mathews, 1910 – pieszak czarnopierśny

Opisano również wymarły, mioceński gatunek
- Cinclosoma elachum Nguyen, Archer & Hand, 2018